# Macroglossus
Macroglossus ist eine Gattung von Flughunden in der Unterfamilie der Macroglossusinae mit zwei Arten die in Südostasien sowie in der Region Australis vorkommen.
Folgende Arten zählen zur Gattung:
- Das Verbreitungsgebiet des Zwerg-Langzungenflughundes (Macroglossus minimus) reicht von Vietnam, Kambodscha und Thailand bis zu den Salomonen und nach Nord-Australien.
- Der Große Langzungenflughund (Macroglossus sobrinus) kommt vom Nordosten Indiens sowie vom südostasiatischen Festland bis nach Bali vor.

Der wissenschaftliche Gattungsname ist aus den griechischen Worten makros (lang/groß) und glossa (Zunge) zusammengesetzt.

## Merkmale
Diese Flughunde erreichen eine Kopf-Rumpf-Länge von 60 bis 85 mm und eine Unterarmlänge von 36 bis 49 mm. Die kleinere Art wiegt nur 12 bis 18 g während der Große Langzungenflughund 18,5 bis 23 g schwer wird. Der Schwanz ist nur ein kleiner Stummel und meist in der Haut oder im Fell verborgen. Oberseits besitzt das Fell eine rotbraune Farbe mit einem etwas dunkleren, oft undeutlichen Aalstrich auf dem Rücken. Das Fell der Bauchseite ist hellbraun. Macroglossus unterscheidet sich von anderen Vertretern der Gattungsgruppe in abweichenden Details des Schädels und der Zähne. Zusätzlich besitzen Männchen keine auffälligen Haarbüschel am Nacken, die z. B. bei den Höhlen-Langzungenflughunden (Eonycteris) vorkommen.

## Lebensweise
Die Arten werden oft in immergrünen Wäldern im Flachland oder in Gebirgen bis 2000 Meter Höhe angetroffen. Auf dem Malaiischen Archipel und auf anderen Inseln besuchen sie eine Reihe anderer Habitate. Als Ruheplatz dienen meist größere zusammengerollte Blätter und gelegentlich die Unterseite größerer Äste oder von Hausdächern. Die Individuen schlafen allein oder in kleineren Gruppen mit 5 bis 10 Mitgliedern. Sie ernähren sich vorwiegend von Pollen und Nektar sowie in minderem Ausmaß von Säften weicher Früchte.
Soweit bekannt gebären Weibchen zweimal jährlich ein einzelnes Jungtier. Sie paaren sich kurz darauf erneut und lagern das Sperma einige Monate in ihren Geschlechtsteilen, bevor die eigentliche Trächtigkeit beginnt. Diese dauert beim Zwerg-Langzungenflughund 115 bis 125 Tage.

## Referenzen
- Wilson & Reeder (Hrsg.): Mammal Species of the World. 3. Auflage. Johns Hopkins University Press, Baltimore 2005, ISBN 0-8018-8221-4 (englisch, Macroglossus).
- Macroglossus in der Roten Liste gefährdeter Arten der IUCN 2015. Abgerufen am 24. April 2016.
- Ronald M. Nowak: Walker's Mammals of the World. Band 1. 6. Auflage. 1999, S. 301–302, ISBN 0-8018-5789-9.
- Animal Diversity Web - Macroglossus minimus

## Belege
1. ↑  Conder & Strahan (Hrsg.): Dictionary of Australian and New Guinean Mammals. CSIRO PUBLISHING, 2007, ISBN 978-0-643-10006-0, S. 69 (Macroglossus).